# María Palou
María Palou Ruiz (Sevilla, 1891-Madrid, 21 de septiembre de 1957) fue una actriz y cantante española.

## Biografía

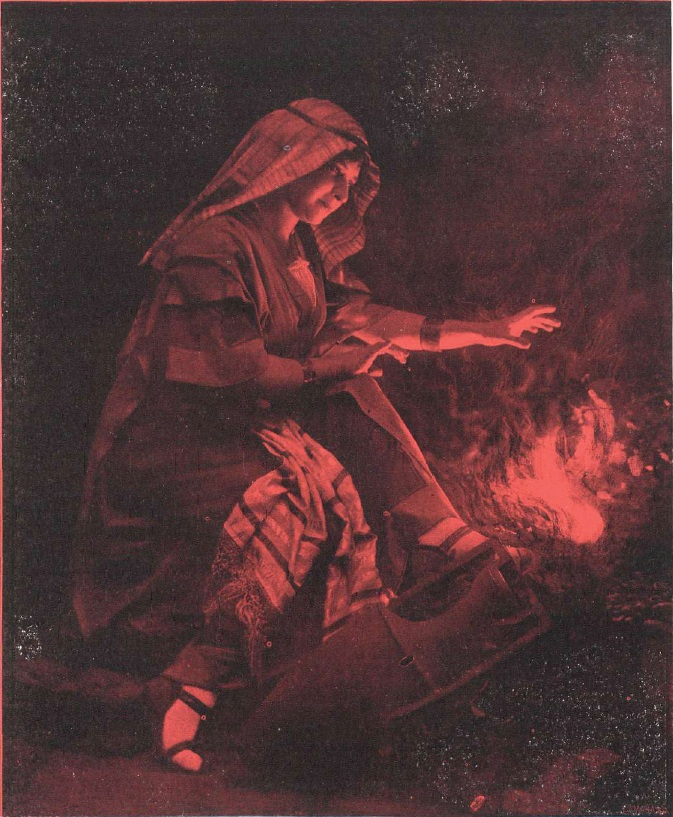
La Samaritana; retrato de María Palou, obra de Kaulak.

Nacida en Sevilla en 1891, debutó como tiple de zarzuela. En el estreno de la pieza de los hermanos Álvarez Quintero El patinillo se consagró como gran actriz de comedia. Estuvo casada con el escritor peruano Felipe Sassone.
Palou, que formó su propia compañía, estrenó casi todas las piezas dramáticas de su marido, además de las de otros autores como Carlos Arniches (El amo de la calle, 1910; El trust de los tenorios, 1910), Pedro Muñoz Seca (Por peteneras, 1911), Gregorio Martínez Sierra (Lirio entre espinas, 1911) Benito Pérez Galdós (Celia en los infiernos, 1913), de los Hermanos Álvarez Quintero (Los leales, 1914; Febrerillo, el loco, 1919), de Jacinto Benavente (La honra de los hombres, 1919;  Adoración , 1948) o de Luis Fernández Ardavín (La hija de la Dolores, 1927).
Falleció en Madrid el 21 de septiembre de 1957.